# Andrzej Zybert
Andrzej Zybert – doktor habilitowany w dziedzinie nauk rolniczych w dyscyplinie zootechnika. Profesor Uniwersytetu Przyrodniczo-Humanistycznego w Siedlcach.

## Życiorys
Stopień doktora habilitowanego nauk rolniczych w dyscyplinie zootechnika uzyskał w 2016 roku na podstawie osiągnięcia naukowego pt. „Zmienność zasobów glikolitycznych mięśnia longissimus lumborum w 45. min po uboju a wartość wybranych cech jakości mięsa wieprzowego”.

## Działalność naukowa
Jego działalność naukowa skupia się głównie wokół tematyki środowiskowych uwarunkowań jakości mięsa wieprzowego. Jest autorem publikacji naukowych z tego zakresu w czasopismach znajdujących się w bazach Web of Science i Scopus oraz podręczników akademickich wydanych nakładem krajowych i zagranicznych wydawnictw.

## Nagrody i odznaczenia
Odznaczony Medalem Brązowym Za Długoletnią Służbę.